# 濱北區

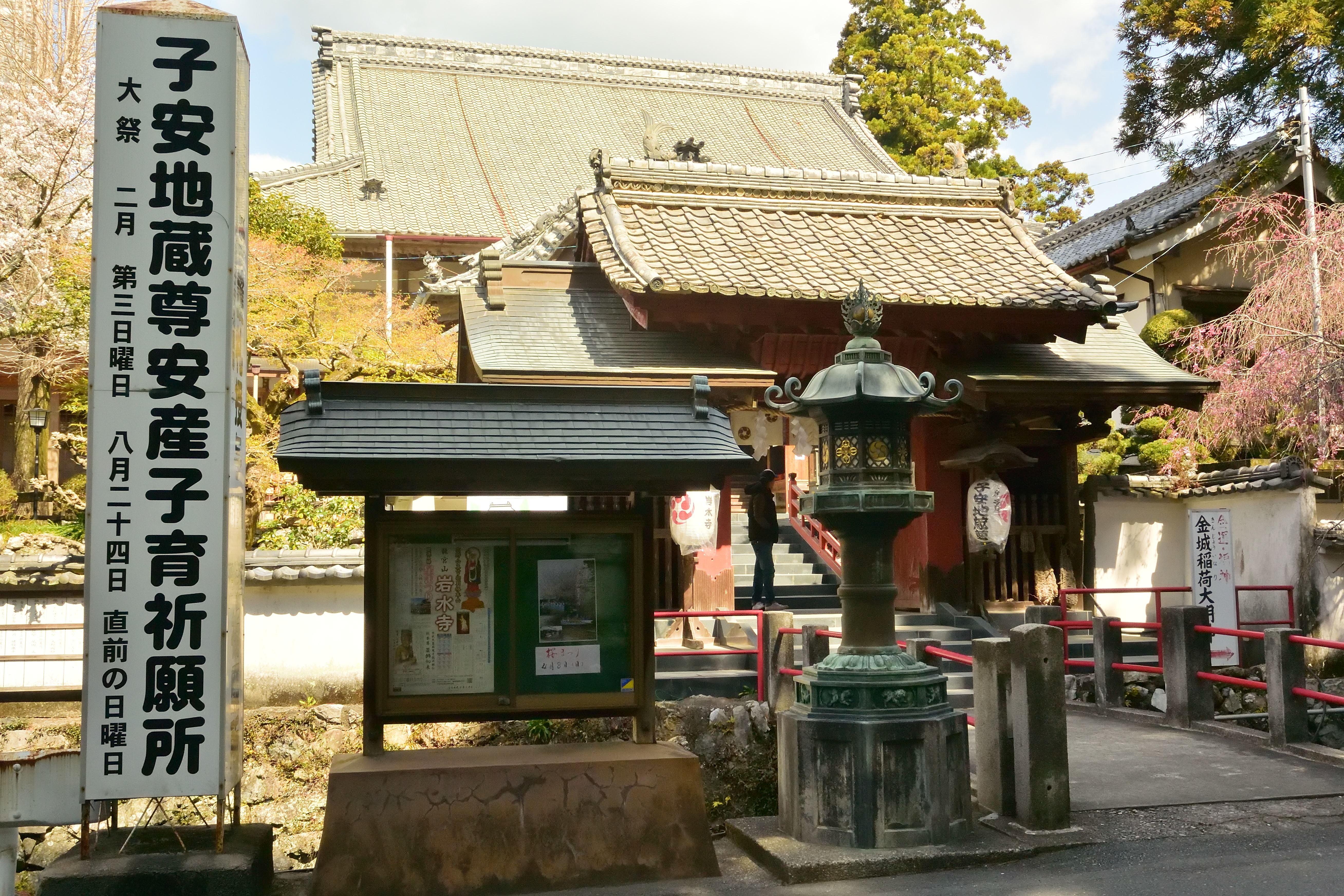
岩水寺

濱北區（日语：／ Hamakita ku */?）為2007年4月1日靜岡縣濱松市所設立的行政区之一。該區範圍為舊濱北市。2024年1月1日併入新成立的濱名區。